# Hôtel Roux de Corse

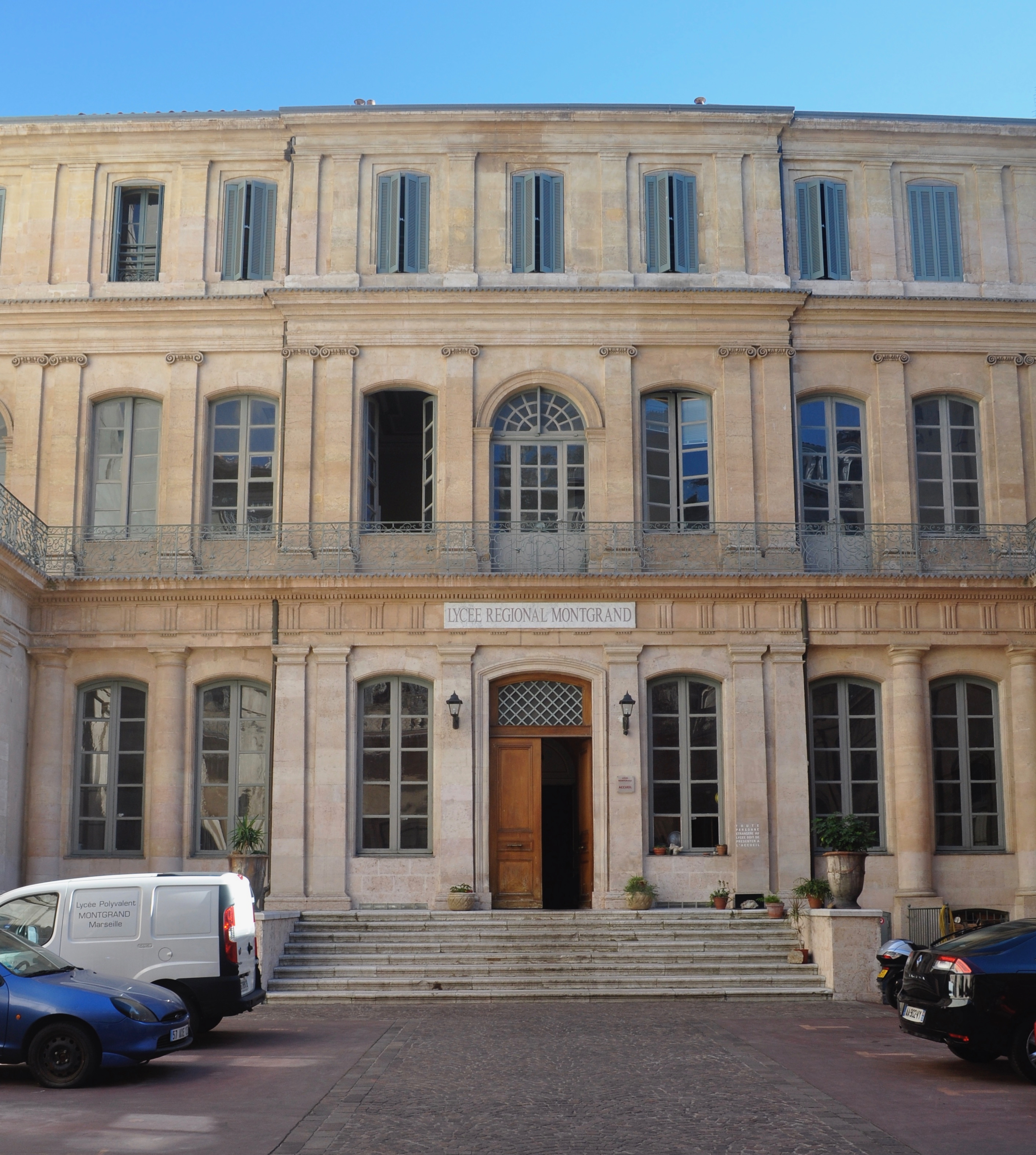
Hôtel Roux de Corse in Marseille

Het Hôtel Roux de Corse (1745) was het stadspaleis van de familie Roux in Marseille, ten tijde van het koninkrijk Frankrijk. Het pand is gelegen aan de Rue Montgrand 13 in Marseille, hoofdplaats van het departement Bouches-du-Rhône. Sinds 1891 is het een meisjesschool.

## Historiek
De stamvader, jonkheer Jean-François Roux, was gehuwd met Anne-Marie Frenceschi uit Corsica (18e eeuw); vandaar de toevoeging de Corse aan de familienaam. De twee zonen van het echtpaar Roux-Frenceschi, Jean-André en Georges, hadden een fortuin verzameld als reder van schepen die naar Martinique voeren. Het was Jean-André Roux die het pand bouwde op een leegstaand terrein in de jaren 1745-1750. Het Hôtel de Roux bezit een monumentale ere-trap, stucwerk en schoorstenen, die alle bewaard gebleven zijn.
De broer van Jean-André, Georges, erfde het Hôtel de Roux na diens vroegtijdige dood (1751). Georges de Roux was dan al in de adelstand verheven met de titel van markies de Brue (1750). Het Hôtel Roux de Corse was regelmatig het toneel van feesten georganiseerd door de familie Roux. Nochtans woonde Georges de Roux niet in het Hôtel. Van 1752 tot 1771 verhuurde hij zijn Hôtel aan de stad en aan de intendant van de provincie Provence. Georges de Roux verloor een groot deel van zijn fortuin door de koloniale Franse en Indiaanse Oorlog (1763); de huurgelden waren een welgekomen inkomen. Ook hield Georges de Roux zich bezig met piraten in te huren tegen Britse marineschepen. Georges sprak over zichzelf als “Georges de Corse in oorlog met George van Engeland”. In 1771 installeerde Georges de Roux zich in het Hôtel de Roux.
Na de Franse Revolutie was het pand kort wijkstadhuis van Zuid-Marseille. De schoonzoon van Georges de Roux, baron George de Glandèves, verkocht het bouwvallig Hôtel aan de stad. Van 1806 tot 1866 was het voormalige pand de zetel van de prefectuur Bouches-du-Rhône. In deze periode werden een aantal restauraties uitgevoerd, op kosten van de stad Marseille. Ook deze 19e-eeuwse toevoegingen zijn bewaard gebleven. Er kwam kritiek op de kostelijke restauraties, die bovendien vijf jaar in beslag namen, omdat voor die prijs een nieuwe prefectuur gebouwd had kunnen worden. De nieuwe prefectuur kwam er uiteindelijk in 1866. Het departement Bouches-du-Rhône liet het Hôtel Roux de Corse verder in handen van Marseille. De stad bracht er tijdelijk een literaire vereniging onder.
In 1891 installeerde de stad de meisjesafdeling van het lyceum Thiers. Het was de eerste meisjesschool van Marseille. De meisjesschool kreeg de naam Regionaal lyceum Montgrand.
In 1997 werd het voormalig Hôtel Roux de Corse erkend als monument historique van Frankrijk; zowel de 18e-eeuwse als de 19e-eeuwse interieurs waren bepalend voor de erkenning.